# باسكال توماس
باسكال توماس (بالفرنسية: Pascal Thomas)‏ (و. 1945 – م) هو ممثل، ومخرج سينمائي، وكاتب سيناريو، من فرنسا، ولد في مونتارغيس.

## وصلات خارجية
- باسكال توماس على موقع IMDb (الإنجليزية)
- باسكال توماس على موقع ألو سيني (الفرنسية)
- باسكال توماس على موقع تيرنر كلاسيك موفيز (الإنجليزية)
- باسكال توماس على موقع أول موفي (الإنجليزية)
- باسكال توماس على موقع قاعدة بيانات الأفلام السويدية (السويدية)
- باسكال توماس على موقع قاعدة بيانات الفيلم (الإنجليزية)
- باسكال توماس على موقع كينوبويسك (الروسية)